# Scolopendra polymorpha
Scolopendra polymorpha är en mångfotingart som beskrevs av Charles Thorold Wood 1861. Scolopendra polymorpha ingår i släktet Scolopendra och familjen Scolopendridae. Inga underarter finns listade i Catalogue of Life.

## Bildgalleri

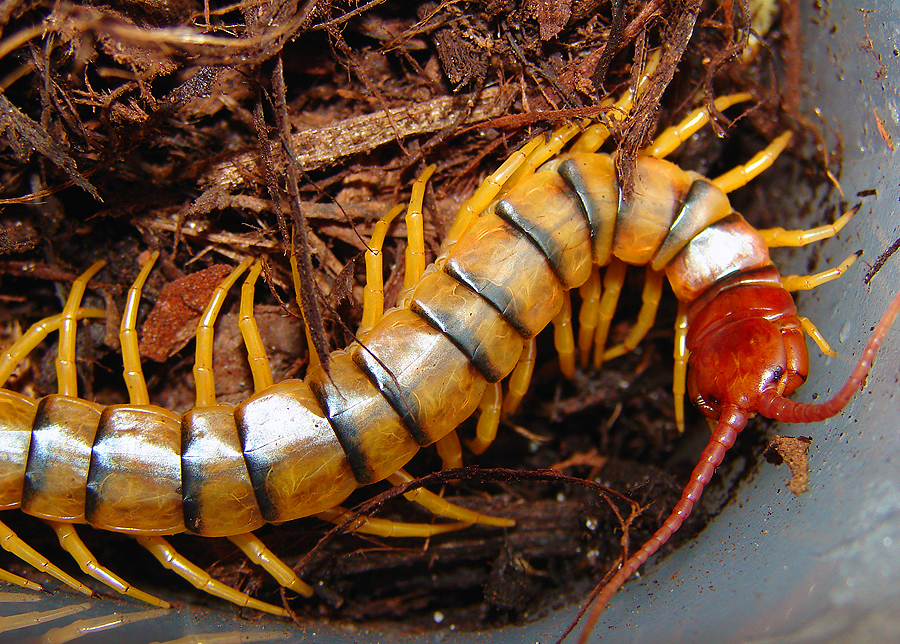
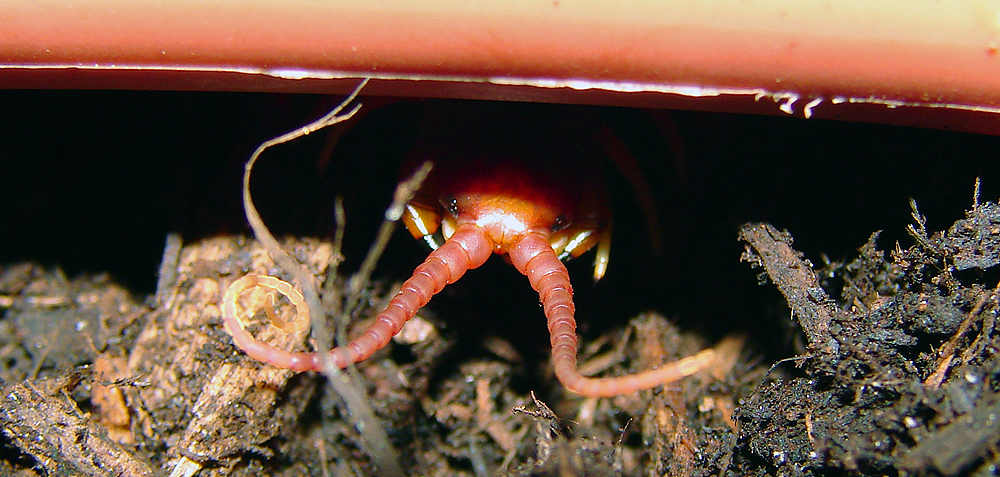